# Abbazia di Affligem
L'abbazia di Affligem (in fiammingo Abdij van Affligem) è un monastero benedettino, situato nella regione delle Fiandre, in Belgio. Spesso chiamato Primaria Brabantiae, era considerato il più importante monastero del Ducato del Brabante prima e, oggi, del Brabante Fiammingo.

Originaria di questo monastero è l'omonima birra d'abbazia, la Affligem.

## Storia

### Prima fondazione
La fondazione dell'abbazia di Affligem avvenne nel 1061, e non nel 1074 come in molti credono, ad opera di sei eremiti benedettini, un gruppo di cavalieri che si erano pentiti del loro stile di vita violento e dedito ai saccheggi. I fondatori ufficiali sono considerati Ermanno II, conte palatino di Lotaringia (1061-1085) e l'arcivescovo di Colonia. Ermanno donò la terra sulla quale edificare la Chiesa dell'abbazia. La prima chiesa di S.Pietro fu terminata nel 1083. La Regola di San Benedetto fu adottata tre anni dopo.
I duchi del Brabante e Bassa Lotaringia, già conti di Lovanio, divennero i loro protettori (Vögte) tra gli anni 1085-1086. Diversi membri della famiglia ducale sono sepolti nella chiesa abbaziale, tra cui la regina Adeliza d'Inghilterra e suo padre, il duca Goffredo I di Lovanio. Il fratello di Adeliza, Enrico, divenne qui monaco nel 1149
Nel corso del XII secolo, l'abbazia divenne nota per la stretta osservanza della disciplina della riforma di Cluny.
San Bernardo di Chiaravalle visitò Affligem nel 1146, dove si dice abbia avuto una visione della Vergine Maria; a seguito di questo fatto donò all'abbazia un calice, che è tuttora conservato dai monaci.
Svariati monasteri, tra i quali l'abbazia di Maria Laach in Germania, furono fondati dai monaci di Affligem.
Nel 1523, Affligem prese parte alla Congregazione di Bursfelde, un'unione di monasteri benedettini istituita nel XV secolo per i monasteri che più strettamente osservavano la Regola benedettina. Nel 1569, l'arcivescovo di Mechelen divenne abate commendatore e esercitò la sua autorità attraverso un decano (fino allo scioglimento dell'abbazia del 1796).
L'arcivescovo Boonen introdusse l'osservanza di Montecassino. Dietro sua pressione, il priore, Benedict Haeften, fondò nel 1627 una nuova congregazione, B. M. V. in Templo Praesentat, che includeva Affligem e altri monasteri belgi. Fu sciolta nel 1654.
Nel 1796, durante l'occupazione francese, i monaci furono scacciati, parte degli edifici distrutti e le terre confiscate. L'ultimo decano, Beda Regaus, conservò l'immagine miracolosa della Vergine, così come i doni e il calice di San Bernardo. Ne venne in possesso un monaco benedettino, Veremund Daens, che nel 1838 fondò una nuova comunità, l'abbazia di Dendermonde.

### Seconda fondazione
Tra il 1869 e il 1870, l'abbazia di Affligem fu nuovamente rifondata. Agli inizi del '900, ebbe qui origine il Movimento Liturgico di dom Beauduin per la parte fiamminga del Paese, che successivamente divenne il centro spirituale di tutta l'Olanda, unitamente all'Abbazia di Chevetogne.
A seguito della distruzione del birrificio durante la Seconda Guerra Mondiale, i monaci si rivolsero alla famiglia Dc Smedt per la fermentazione dei loro prodotti. Fu una delle più antiche abbazie benedettine al mondo, e che per secoli continuò ininterrottamente a produrre la propria birra, fin dal 1083

## Stemma
Lo stemma dell'abbazia riprende, pressoché identico, quello dell'abbazia di Cluny, alla quale si affiliò nel XII secolo: di rosso, alle chiavi pontificie passate in decusse, con gli ingegni all'insù, alla spada posta in palo, attraversante, il tutto d'argento. Lo scudo è accompagnato dal motto Felix concordia ("Felici nella concordia") che, secondo la tradizione, sarebbe stato pronunciato dai sei cavalieri fondatori dell'abbazia. Le chiavi e la spada sono gli attributi, rispettivamente, di san Pietro e di san Paolo, titolari dell'abbazia.

## Abati celebri
Il primo abate dell'antica abbazia fu Fulgentius (1088-1122). Tra i suoi successori più meritevoli citiamo:
- Franco (1122-1135), autore di dodici libri del De gratia Dei (Patrologia Latina, CLXVI);
- Albert, la cui devozione verso la Vergine Maria gli valse il titolo di Abbas Marianus;
- Benedict Haeften, autore di molte opere d'arte.

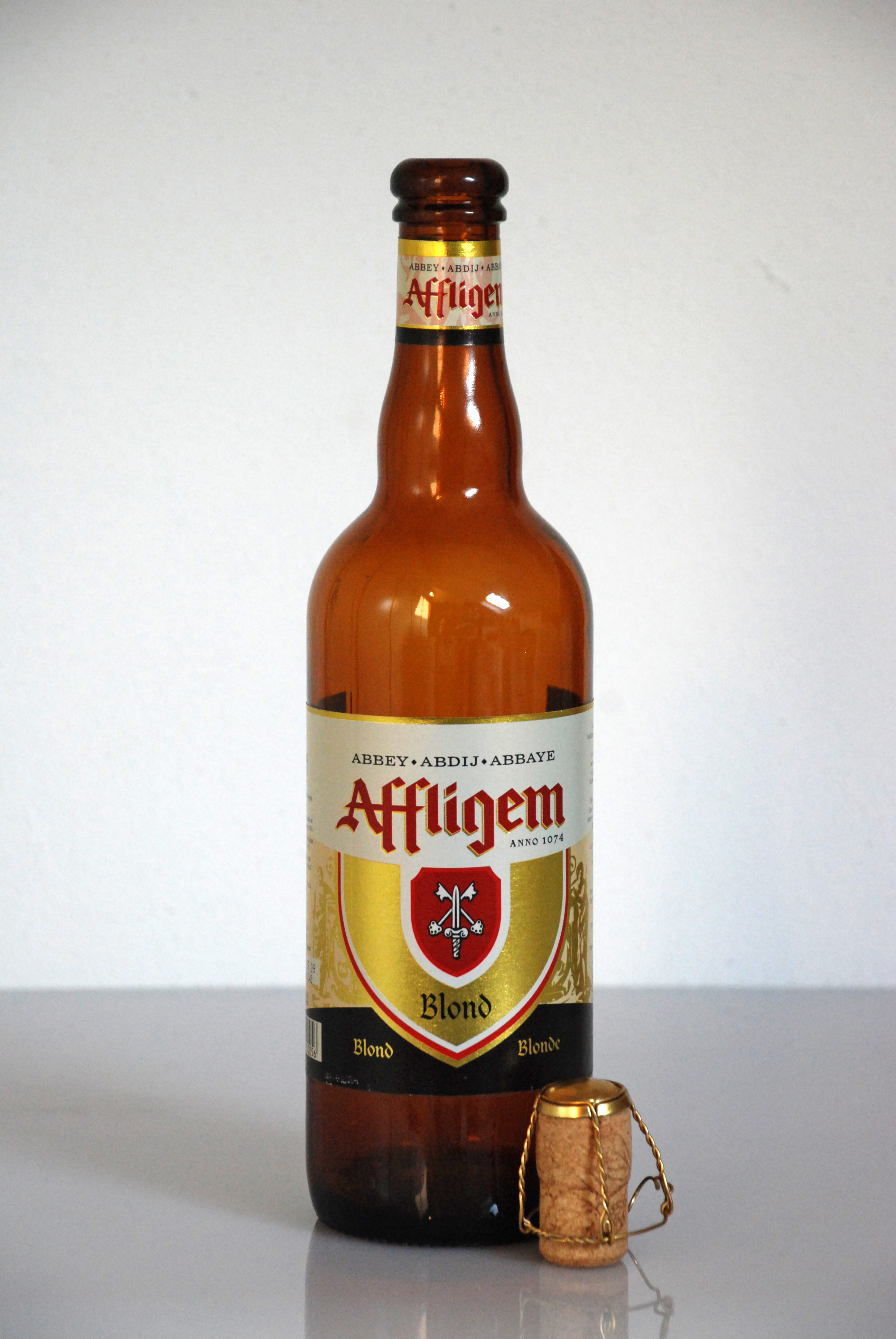
Una bottiglia di Affligem Blond

## Brasserie Affligem

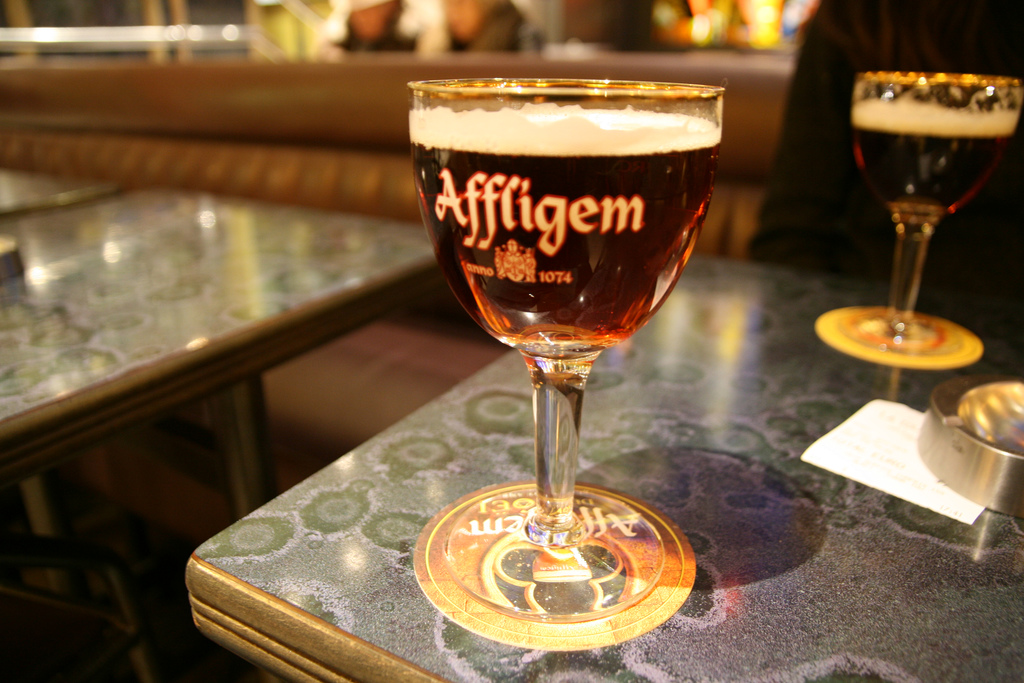
La birra omonima prodotta nell'abbazia

Ci sono tracce del birrificio annesso all'abbazia almeno dal 1574: è stato gestito da laici fino al periodo della Rivoluzione Francese, quando iniziarono a lavorarvi i monaci. La produzione dovette interrompersi allo scoppio della prima guerra mondiale, quando i tedeschi sequestrarono le attrezzature di rame dove avveniva la fermentazione; riprese successivamente nel 1920 quando furono acquistati nuovi tini. È infine del 1970, con la fondazione della Brasserie Affligem bds (azienda titolare anche dei marchi di birra Postel e Op-Ale), l'inizio della produzione su larga scala, secondo la ricetta della Formula Antiqua Renovata.
Oggi la Brasserie Affligem fa parte della multinazionale Heineken.
Ancora nel XXI secolo, l'abbazia continua a produrre birre secondo diversi stili birrari, estratta dalle proprie piantagioni.